# Подгоренская
Подго́ренская — станица в Дубовском районе Ростовской области. 
Входит в состав Жуковского сельского поселения. 

## Население
| 1989 | 2002 | 2010 |
| ---- | ---- | ---- |
| 199  | ↗281 | ↘265 |

## Улицы
| - ул. Дружбы Народов, - ул. Крайняя, - ул. Окольный, - пер. Солнечный, | - ул. Центральная, - ул. Школьная, - ул. Южная. |